# Mobilă stil
Mobilă stil este un film românesc din 1981 regizat de Dan Marcoci. Rolurile principale au fost interpretate de actorii Dinu Manolache, Corado Negreanu, Papil Panduru.

## Distribuție
Distribuția filmului este alcătuită din:
- Dinu Manolache
- Corado Negreanu
- Papil Panduru